# Gabriel Grando
Pour les articles homonymes, voir Grando.
Gabriel Hamester Grando dit Gabriel Grando, né le 29 mars 2000 à Chapecó au Brésil, est un footballeur brésilien qui évolue au poste de gardien de but au Grêmio Porto Alegre.

## Biographie

### En club
Né à Chapecó au Brésil, Gabriel Grando' est formé par le Grêmio. Il joue son premier match en professionnel lors d'une rencontre de Copa Sudamericana le 21 mai 2021, face à l'Aragua FC. Il est titularisé et son équipe l'emporte largement par six buts à deux.
Il fait sa première apparition en première division brésilienne le 25 juin 2021, face au Santos FC, en l'absence de Brenno qu'il remplace. Il est titulaire et les deux équipes se neutralisent ce jour-là (2-2),.
Le 15 octobre 2021, il prolonge son contrat jusqu'en 2025 avec Grêmio.

### En sélection
En octobre 2021, il est convoqué pour la première fois avec l'équipe nationale du Brésil. Il est l'une des surprises de la liste du sélectionneur Tite.
En août 2023, Gabriel Grando est sélectionné avec l'équipe du Brésil des moins de 23 ans.

## Vie privée
Gabriel Grando était supporter du club de Chapecoense dans sa jeunesse, ayant vu ses premiers matchs à l'Arena Condá. Une partie de sa famille supporte Grêmio et l'autre Chapecoense. Il a également fait du Futsal dans sa jeunesse.
Appelé Gabriel Chapecó au début de sa carrière en hommage à sa ville natale, il annonce en novembre 2021 qu'il souhaite être appelé Gabriel Grando en honneur de son père.